# De wees van de sterren
De wees van de sterren is het achttiende stripalbum uit de Ravian-reeks. Het album is getekend door Jean-Claude Mézières met scenario van Pierre Christin.

## De verhalen
Ravian en Laureline, met de zoon van de kalief in hun gezelschap, worden achternagezeten door de gevaarlijke huurlingen van het Mortis Kwartet. Zij komen aan op de planetoïde van de producent Ty Kon IV. Deze speelt vervolgens een vreemde rol in de ontsnapping.